# Mount Field West
Der Mount Field West ist ein 1434 Meter hoher Berg im Süden des australischen Bundesstaates Tasmanien. Er liegt am Westrand des Mount-Field-Nationalparks, dessen höchste Erhebung er ist. In der Reihe der höchsten Berge Tasmaniens steht er an 8. Stelle.
Der Berg, der öfters – auch im Sommer – schneebedeckt ist, ist eine bekannte Sehenswürdigkeit im Nationalpark und beliebt bei Wanderern und Bergsteigern. Er dominiert das Tal des oberen Florentine River und ist vom Lake Dobson aus in siebeneinhalb Stunden einschließlich Rückweg zu ersteigen.